# Cofradía Penitencial del Santísimo Cristo Despojado, Cristo Camino del Calvario y Nuestra Señora de la Amargura
La  Real Cofradía Penitencial del Santísimo Cristo Despojado, Cristo Camino del Calvario y Nuestra Señora de la Amargura es una de las 20 cofradías que existen, en la actualidad, en la Semana Santa de Valladolid.

## Historia

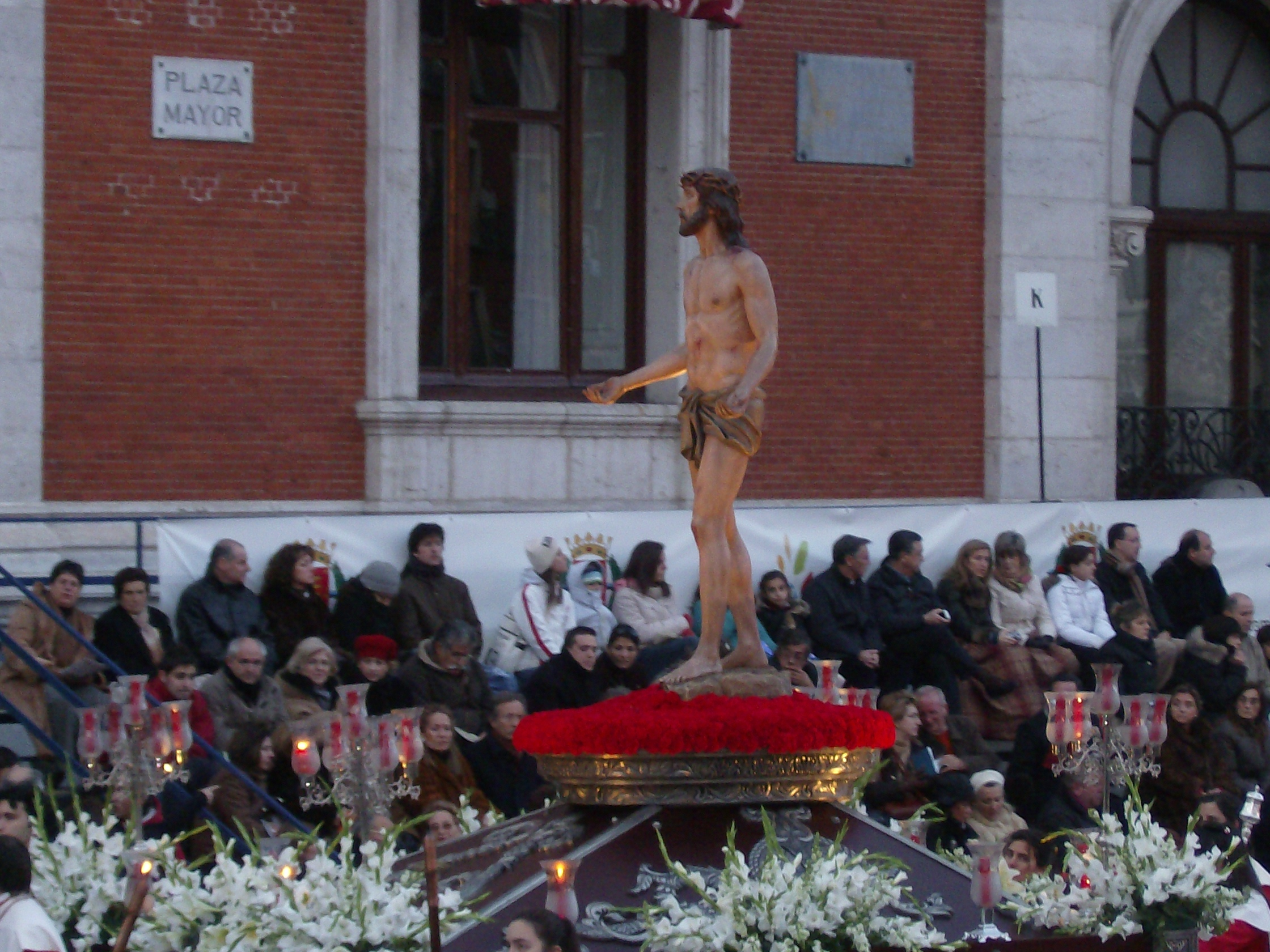
El Santísimo Cristo Despojado en la Plaza Mayor de Valladolid.

En 1925, el Arzobispo Remigio Gandásegui encomendó a los integrantes de la Juventud Obrera Católica alumbrar en la Procesión General de Viernes Santo los pasos del Despojo y La Verónica. El primero era un paso histórico de Juan de Ávila (h. 1679) cuyos sayones se encontraban en el Museo Nacional de Escultura y cuya imagen central había perecido en un incendio acaecido en la iglesia de Jesús Nazareno en 1799, por lo que fue reconstruido con la imagen del Cristo del Despojo que Claudio Cortijo talló en 1801 para reemplazarlo, propiedad de la Cofradía de Jesús Nazareno. El segundo era un conjunto histórico encargado por la Cofradía de la Pasión a Gregorio Fernández (1614), a excepción de la imagen de Cristo, obra de Pedro de la Cuadra (h. 1600-1620), que también se encontraba en el Museo Nacional de Escultura.

### Dependencia de la JOC
Tras la Guerra Civil, los jocistas manifestaron al Arzobispo Antonio García y García su deseo de constituirse en cofradía con el nombre del Monte Calvario, pero éste consideró que el nombre debía ser el de la imagen que alumbraban, quedando constituida como Cofradía del Santo Cristo del Despojo. Quisieron establecer su sede en la iglesia de Jesús, donde se encontraba aquella imagen, pero la Cofradía de Jesús Nazareno argumentó que si lo hacían así tendrían que quedar constituidos como una más de las Comisarías que, en el seno de aquella, se ocupaban de las distintas imágenes del templo, por lo que optaron por establecer su sede en la Iglesia de San Felipe Neri. En 1947 pasaron a la cercana del Salvador, para instalarse definitivamente en 1961 en la de San Andrés.
La cofradía quedó constituida en 1943 como una sección más de la Juventud Obrera Católica, debiendo los cofrades ser militantes jocistas. Los colores de su hábito eran los de la JOC y la autoridad eclesiástica les autorizó a salir sin capirote como manifestación pública de su fe en la esfera obrera. Comenzaron participando en la Procesión General de Viernes Santo únicamente con el paso del Despojo, pues el Camino del Calvario había pasado a ser alumbrado por la Cofradía de la Sagrada Cena desde la constitución de esta en 1940 y hasta poder alumbrar su paso titular en 1958. A partir de este año, el conjunto volvería a ser alumbrado por la cofradía.
En 1945 crearon la primera banda de cornetas y tambores dependiente de una cofradía, notablemente reforzada a partir de 1948, cuando se integraron en ella miembros procedentes de la Banda de la Escuela de Formación Profesional Obrera de la Fábrica Nacional, todos ellos miembros de la JOC.
En 1949 se acordó separar del conjunto del Despojo la imagen de Cristo, que pasó a configurar un paso independiente. Fue sustituido por un Ecce-Homo de Francisco Alonso de los Ríos (1645), de estética más armónica con el resto de figuras. El conjunto pasó a denominarse Preparativos para la crucifixión.
En 1952 se crea la Procesión de Nuestra Señora de la Amargura junto con las cofradías de la Exaltación y del Descendimiento, encargándose la cofradía de cerrar la procesión con una Virgen dolorosa de la Real Iglesia de San Miguel y San Julián atribuida a Juan Alonso Villabrille y Ron. Se trataba de una imagen de tamaño inferior al natural, no procesional y que no participaba en la Procesión General de Viernes Santo. Volviendo a alumbrar en 1958 el conjunto Camino del Calvario, comenzaron a participar con él en la Procesión del Rosario del Dolor en la tarde del Lunes Santo y en la del Encuentro en la tarde del Martes, sustituyendo a la Cofradía de la Sagrada Cena, que lo había venido haciendo hasta entonces.

### Independencia de la JOC

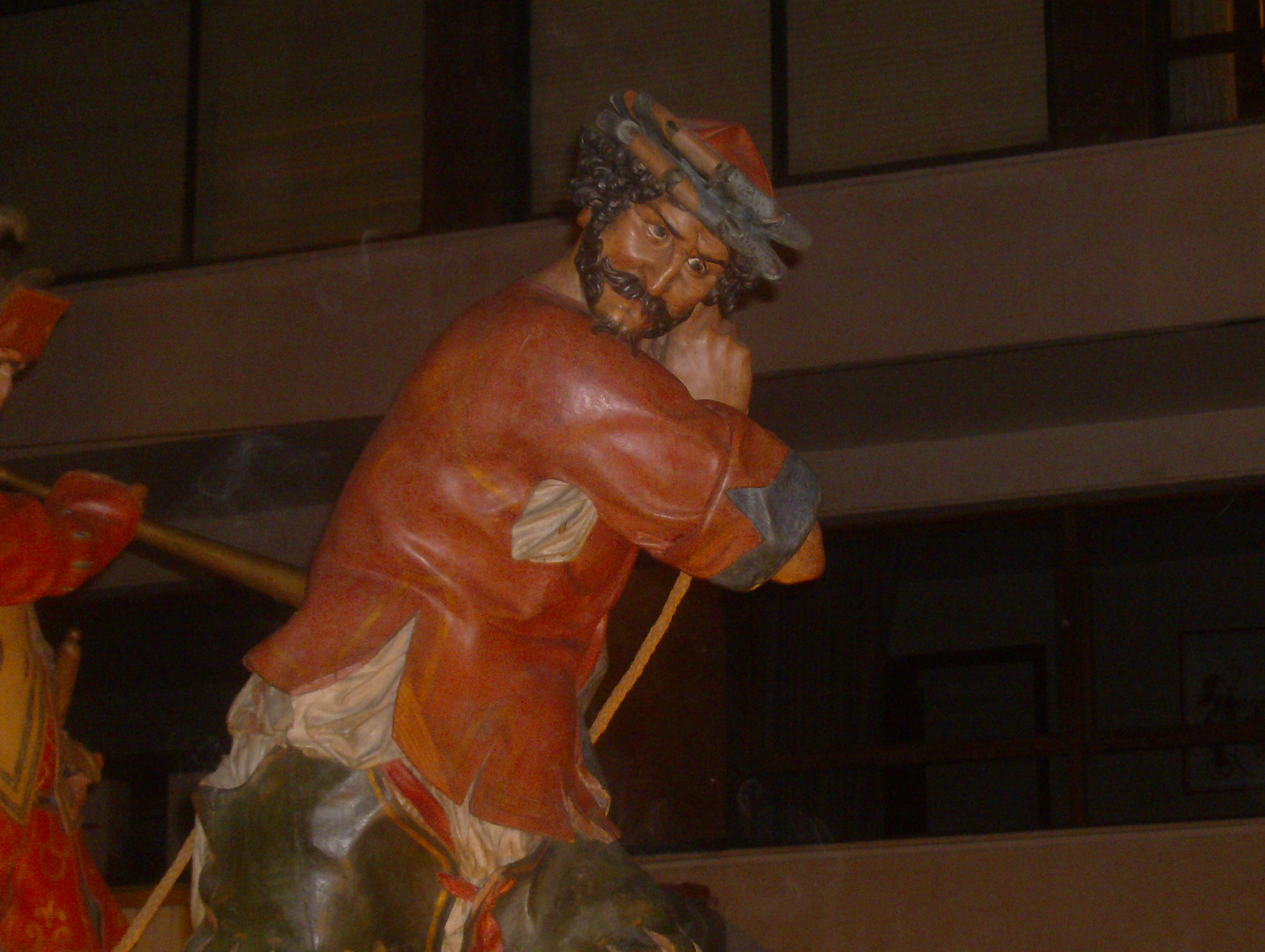
El sayón de la soga, del paso Camino del Calvario.

En 1967, en un contexto social diferente al de posguerra, la cofradía se desvincula de la JOC, planteándose el debate de si los cofrades debían comenzar a llevar capirote. Los nuevos Estatutos mantendrán la ausencia de capirote como signo identificativo de los orígenes, decisión ratificada por el Arzobispo José García y Goldaraz.
En 1987 obtiene procesión propia en la medianoche del Jueves al Viernes Santo, procesionando el Santo Cristo del Despojo por las calles del barrio de San Andrés. Un año después, la cofradía propietaria de la talla, la de Jesús Nazareno manifiesta su intención de volver a alumbrarla en sus desfiles, por lo que se decide convocar un concurso para la realización de una nueva imagen titular. Se remiten las bases a cuarenta destacados escultores de toda España, siendo elegida la propuesta del murciano José Antonio Hernández Navarro, quien terminó la imagen en 1993. Fue llamada Santísimo Cristo Despojado, para no coincidir en denominación con su predecesora.
Una situación similar tendrá lugar en 1998 con la talla de la Virgen de la Amargura, cuando la Real Iglesia de San Miguel y San Julián comunica a la cofradía su voluntad de no seguir cediendo la imagen. Se convoca un nuevo concurso, del que vuelve a salir ganador José Antonio Hernández Navarro, quien entrega la nueva imagen en 2000.
En 1992, el Ministerio de Cultura había autorizado a la cofradía a desmontar del conjunto Camino del Calvario la imagen de Cristo, para que así pudiera ser procesionada en andas en la Procesión del Encuentro del Martes Santo y hacer más armónica la escena con la Virgen de las Angustias, que procesionaba sola y en andas. Este criterio se mantuvo hasta el año 2003, en que los técnicos del Museo Nacional de Escultura consideraron arriesgada la operación de montaje y desmontaje -el conjunto salía completo el Lunes Santo y volvía hacerlo el Viernes, y cuando salía el Martes se modificaba la posición de la cruz al no estar sujetándola por detrás la imagen de Simón de Cirene-, por lo que volvió a salir completo en carroza sobre ruedas hasta 2009, año en que la cofradía encargó a Miguel Ángel González Jurado una talla de Cristo camino del Calvario para esta procesión.

### Actualidad
En 2009, la cofradía abrió un debate sobre su denominación, emblemas y sentido: aún se llamaba del Cristo del Despojo, aun cuando hacía casi dos décadas que no procesionaba dicha talla; aún existían símbolos alusivos a la JOC; y la superposición de desfiles de diferentes épocas la habían llevado a procesionar dos veces el Jueves Santo -en la Procesión de la Amargura y en su procesión titular-. Todo ello condujo a la aprobación de sus vigentes Estatutos, ratificados el 7 de mayo de 2010. La cofradía pasó a denominarse Cofradía Penitencial del Santísimo Cristo Despojado, Cristo Camino del Calvario y Nuestra Señora de la Amargura, recogiendo así sus tres imágenes devocionales; se diseñó un nuevo escudo con una cuidada heráldica; y se acordó fusionar para 2011 las dos procesiones de Jueves Santo, acudiendo a la Catedral por la noche para realizar Estación de Penitencia ante el Santísimo con las imágenes de Cristo Despojado y Nuestra Señora de la Amargura. La ausencia de esta imagen mariana en la Procesión de Nuestra Señora de la Amargura condujo a que pasase a llamarse de la Amargura de Cristo hasta su desaparición en 2019.
En 2016 obtuvo de la  Casa de Su Majestad el Rey el título de Real, añadiendo a su escudo la corona real de Castilla.

## Imágenes

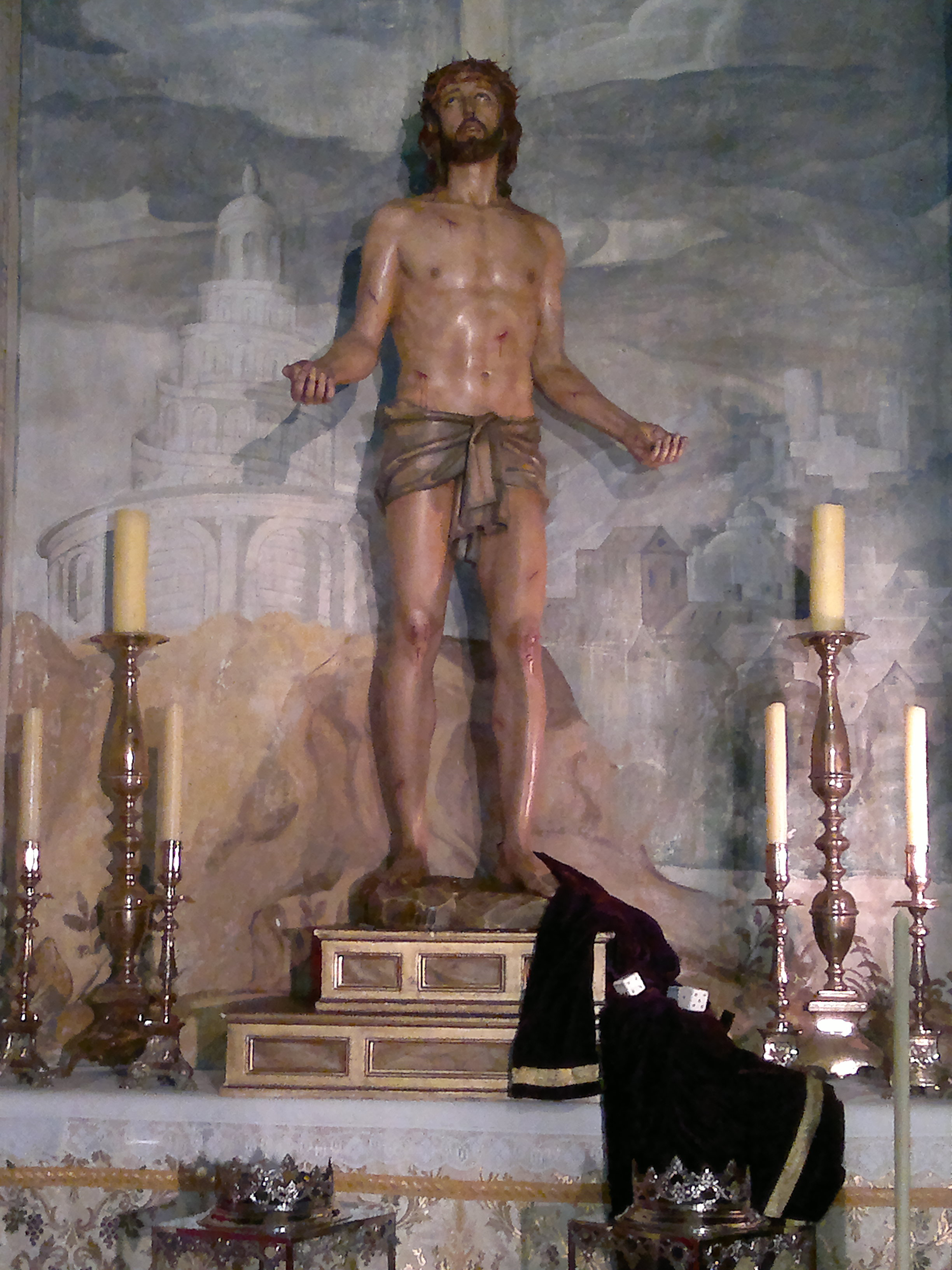
El Santísimo Cristo Despojado en su hornacina con el ornamento de Cuaresma.

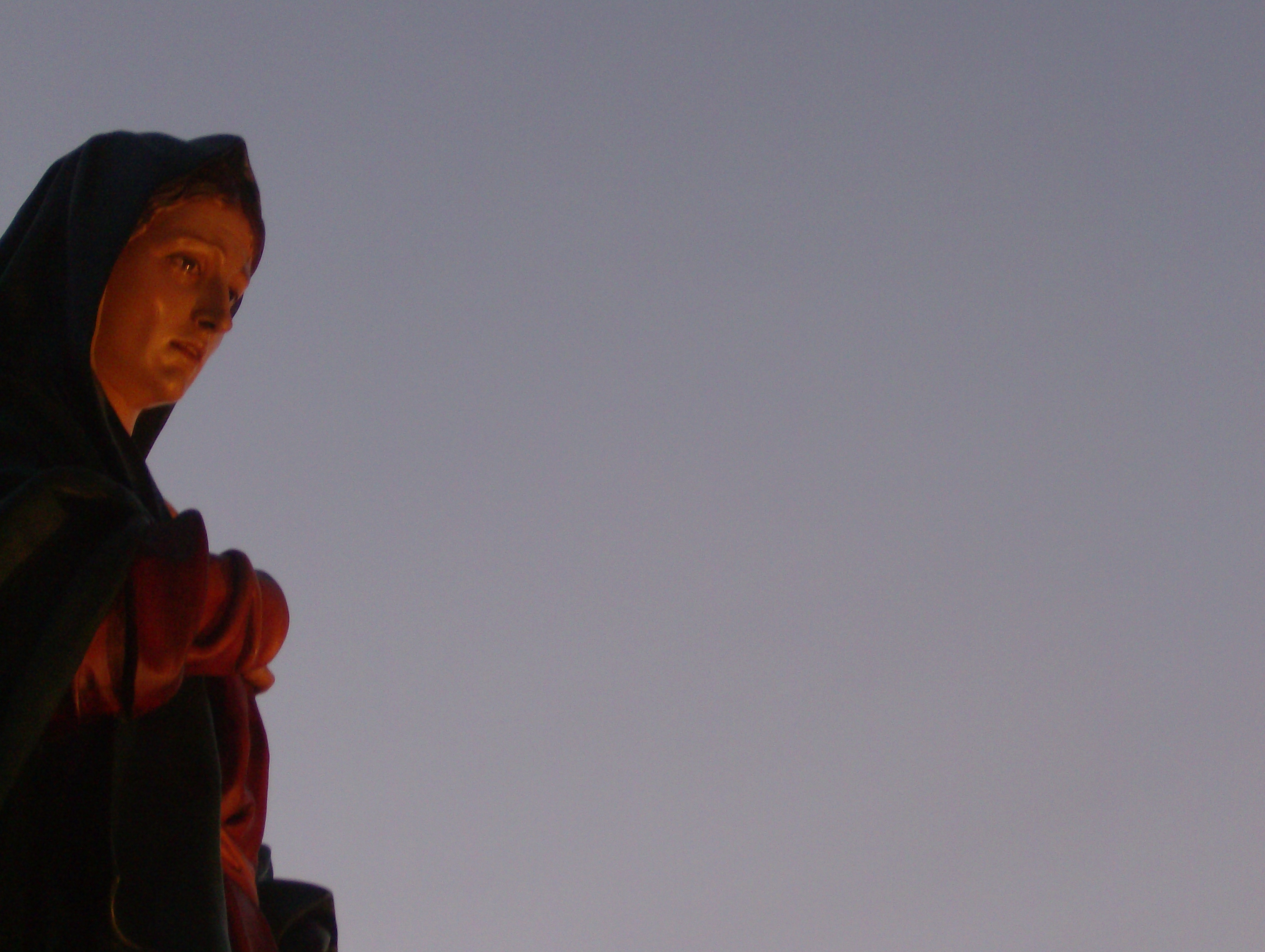
Nuestra Señora de la Amargura, tallada por Hernández Navarro (2000).

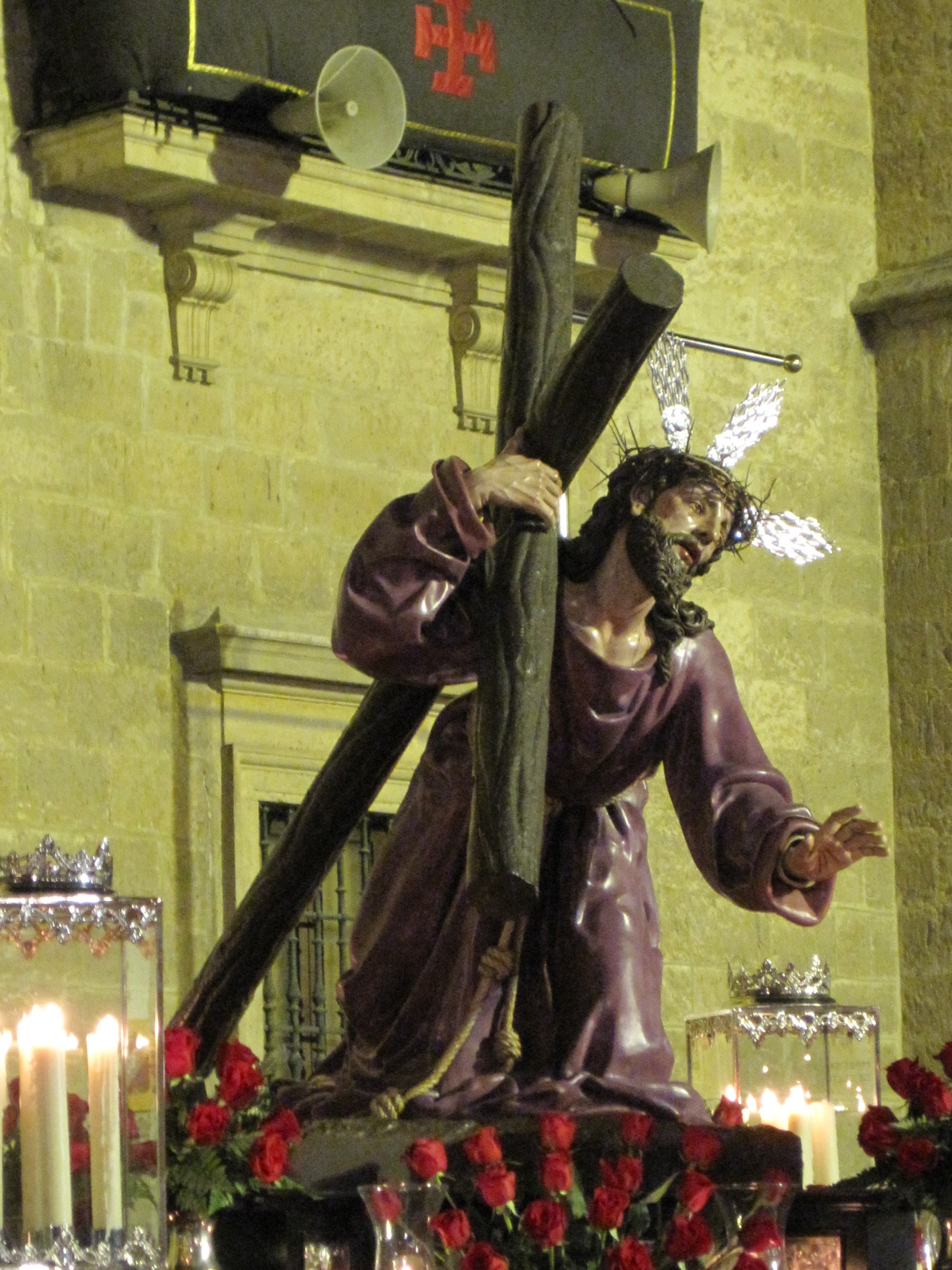
Cristo Camino del Calvario

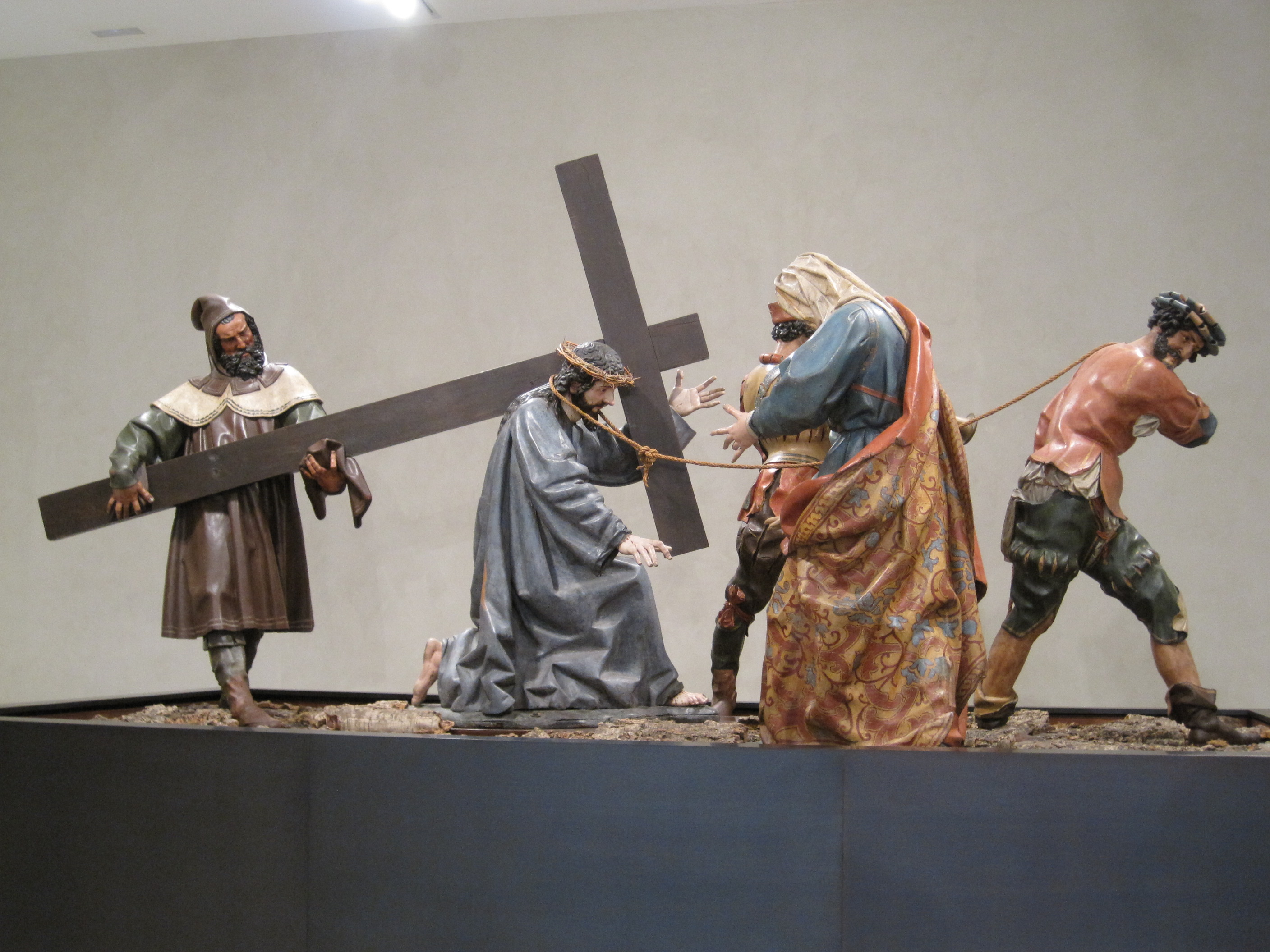
Camino del Calvario expuesto en el Museo Nacional de Escultura.

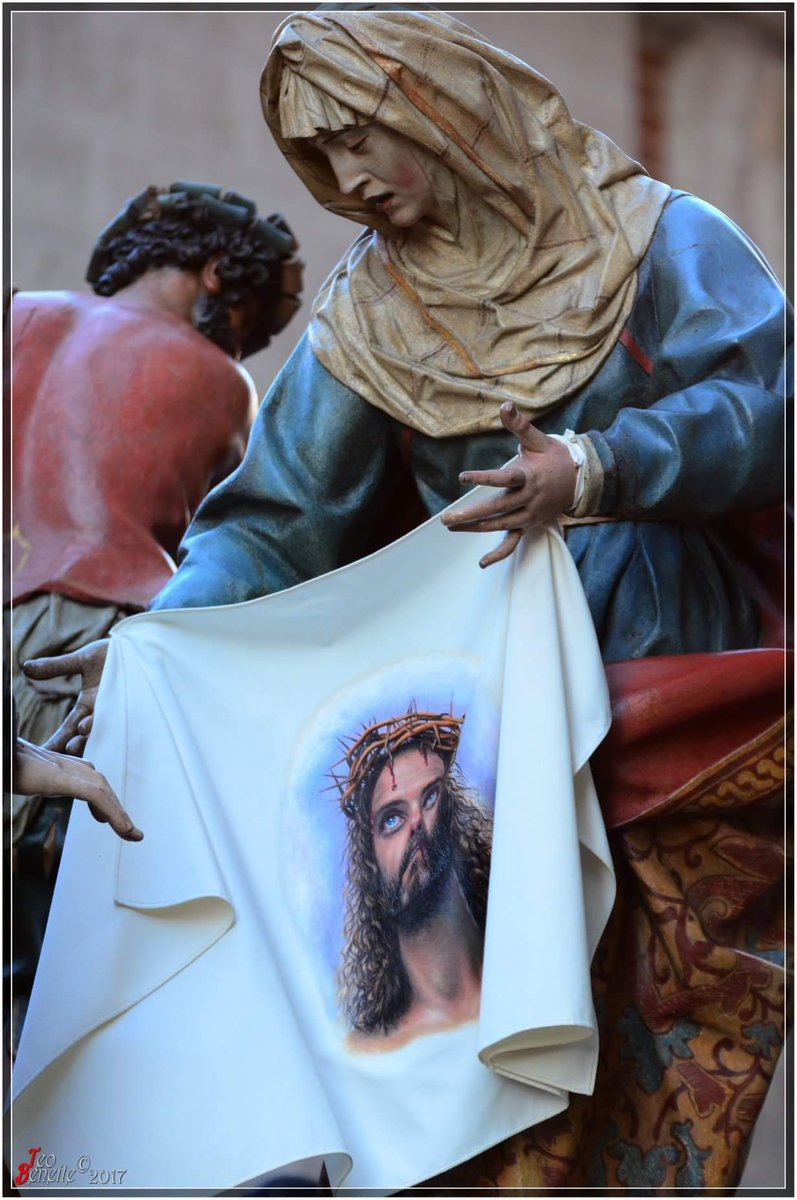
La Verónica (conjunto procesional del "Camino del Calvario"). Escultura en madera policromada obra de Gregorio Fernández y paño realizado por el pintor vallisoletano Miguel Galván.

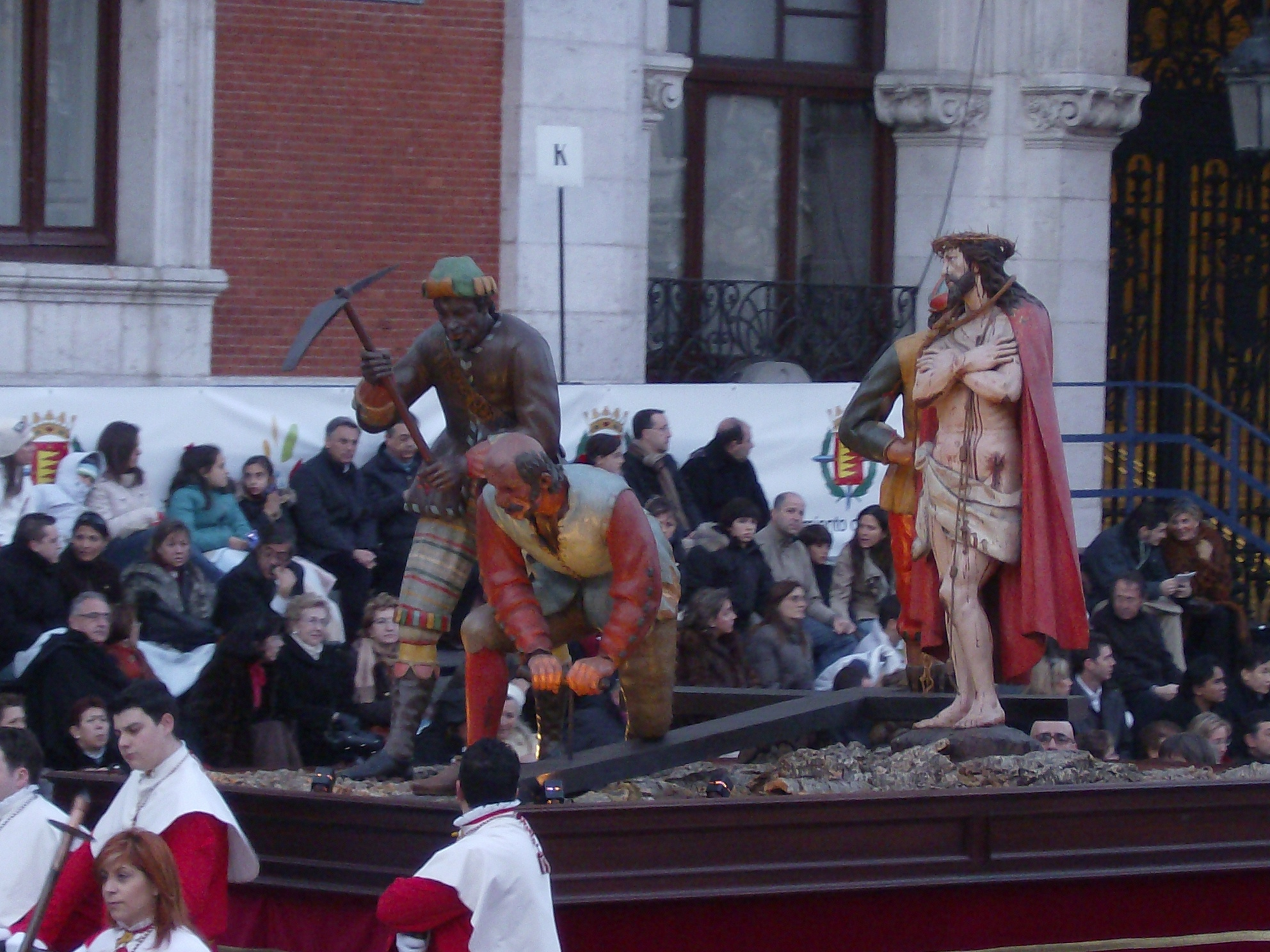
Preparativos para la crucifixión, tallado por Juan de Ávila.

#### Santísimo Cristo Despojado
Es obra de José Antonio Hernández Navarro, que lo entregó a la cofradía en 1993 tras ganar el concurso nacional convocado por ésta para sustituir la primitiva imagen de Claudio Cortijo (1801), de superior calidad artística. Durante el año se venera en la Capilla de la Inmaculada de la iglesia de San Andrés, teniendo detrás un hermoso fresco en tonos azules que representa la ciudad de Jerusalén y los cuerpos celestes, realizado en el siglo XVI.
La imagen presenta a Cristo despojado de sus vestiduras y con la mirada perdida hacia el cielo. De buena anatomía, destaca la escasez de manchas de sangre, propio de la escuela murciana a la que pertenece el escultor. En los últimos años se acompaña con una túnica morada a sus pies. En Semana Santa presenta un adorno florar de color rojo, predominando la rosa y el clavel, y candelería de vela blanca.

#### Nuestra Señora de la Amargura
Es obra de José Antonio Hernández Navarro, que la entregó a la cofradía en 2000 tras ganar el concurso nacional convocado por ésta para sustituir la imagen de la Virgen de la Amargura de la Iglesia Parroquial de San Miguel y San Julián de Juan Alonso Villabrille y Ron. Se trata de la única virgen dolorosa tallada en posición vertical de cuantas procesionan en Valladolid. Con unos rasgos jóvenes y una ligera inclinación hacia delante, la mirada se dirige hacia el suelo, con sutiles lágrimas que solo pueden ser visibles desde una posición muy concreta. En Semana Santa presenta un adorno floral en colores blancos, normalmente gladiolos o anthuriums. Su candelería es blanca. Durante el año se venera en la Capilla de la Inmaculada de la iglesia de San Andrés, frente a la imagen de Cristo Despojado.
En el año 2011 le fue colocada una diadema de plata del siglo XVIII y un puñal de plata con detalles en oro donado por un grupo de cofrades. La talla se completa con una cruz desnuda con cantoneras en plata a sus espaldas y un sudario en tela de hilo que la imagen agarra con su mano izquierda.

#### Cristo Camino del Calvario
Fue encargado por la cofradía a Miguel Ángel González Jurado (2009), con la finalidad de evitar el desmontaje de la figura de Cristo del conjunto Camino del Calvario para la Procesión del Encuentro. Durante el año se venera en la Capilla de San Francisco de la iglesia de San Andrés.
Muestra a Cristo caído por el peso de la cruz e intentando levantarse, haciendo esfuerzo con el pie derecho. Tallada en cedro real del Canadá con el influjo del patetismo de la escultura castellana (se complementa muy bien con la imagen de Nuestra Señora de las Angustias de Juan de Juni), destaca la innovación que supone la cruz arbórea. La soga que sujeta la túnica de Cristo es soga natural. Se completa con tres potencias de plata (reflejo de las tres facultades del alma: entendimiento, voluntad y memoria) y dos ángeles del siglo XVIII, propiedad de la cofradía, que sujetan la cruz de Cristo.

#### Camino del Calvario
Es obra de Gregorio Fernández (1614), encargada por la Cofradía de la Pasión y expuesta en el Museo Nacional de Escultura. Cuando en 1921 Juan Agapito y Revilla realiza el montaje de este paso siguiendo las instrucciones de armado que la Cofradía de la Pasión dispuso en 1661, no encuentra la imagen de Cristo, creyéndolo perdido en un incendio acaecido en la iglesia de la Pasión, por lo que le asigna un nazareno de Pedro de la Cuadra (1600-1620), de la misma época y estilo, que es el que contemplamos hoy. Para Luis Luna Moreno, la imagen original o una posterior que la sustituyó, pero también realizada en el siglo XVII, es el Cristo con la cruz a cuestas de la Cofradía de la Pasión.
Se compone de cinco figuras: Cristo, dos sayones (uno con una soga y otro con una trompeta), la Verónica y Simón de Cirene, aunque durante varias décadas del siglo XX salió con un tercer sayón con una lanza, que finalmente fue suprimido del conjunto por pertenecer a otro paso. Los sayones muestran vestiduras propias del siglo de oro español, mientras que Simón de Cirene viste como los labriegos castellanos y la Verónica, de gran patetismo, presenta una bellísima policromía en sus ropajes. El paño que porta la imagen de la Verónica es encargado cada año por la cofradía a un pintor diferente.

#### Preparativos para la Crucifixión
Los sayones son obra de Juan de Ávila (h. 1679). Fue un conjunto encargado por la Cofradía de Jesús Nazareno. El Cristo original se quemó en el incendio de su iglesia en 1799. El que procesiona actualmente es obra de Francisco Alonso de los Ríos (1645). El conjunto se expone durante todo el año en el Museo Nacional de Escultura.
Juan de Ávila, cofrade de dicha penitencial, trabajó sobre un conjunto anterior realizado por Melchor de la Peña en 1629, cuyo deterioro hizo que en 1679 le encargaran su renovación, en detrimento de Juan Antonio Maestro. Así, mantuvo los sayones de la barrena y el azadón, añadiendo el sayón de la soga y un Cristo nuevo. Históricamente el conjunto era conocido como la barrena, por el sayón que está barreneando la cruz, o el rodapelo, pues parece ser que el sayón que sostiene la soga originalmente sostenía las vestiduras de Cristo. Destaca el aspecto grotesco de los sayones, con patillas tanto el sayón de la barrena como el de la soga. Carece de exorno floral y candelería y es iluminado por un sistema de focos eléctricos.
La cofradía, además, es propietaria del Santísimo Cristo de la Fe, obra realizada por el escultor y cofrade Leocricio Rodríguez de Monar en 1949, con el que ganó el Premio Nacional de Escultura en 1951, y que fue donada a la cofradía. Se trata de una talla de Cristo de tamaño inferior al natural (1,30 metros), en madera de nogal y sin policromar. Fue realizada a lo largo de siete meses en el taller de enseñanza de carpintería del Centro Principal y los primeros años estuvo expuesta en la capilla de dicho centro. Pasó después a la Central Jocista y, cuando se clausuró ésta, a los locales de la Junta de Cofradías. Entre 1980 y 1989 fue procesionado por la Cofradía del Santo Sepulcro en su procesión de la medianoche del Miércoles al Jueves Santo. En 1989 fue recuperado por la cofradía, estando primero expuesto en la sacristía de la iglesia, en 2011 pasó a la capilla de San Francisco y, desde 2013, en la capilla del Sagrario. La Cofradía del Despojado lo alumbró en su procesión titular durante algunos años a principios del siglo XXI, y actualmente se utiliza para realizar el Vía Crucis de los viernes de Cuaresma en el interior del templo. Popularmente conocido como Cristo de Leocricio, en 2012 pasó a denominarse Santísimo Cristo de la Fe, por ser elegido como imagen jubilar en Valladolid para el Año de la Fe convocado por Benedicto XVI, siendo la iglesia de San Andrés templo estacional para ganar el jubileo.

## Salidas Procesionales

#### Procesión del Santísimo Rosario del Dolor
Esta procesión, creada en 1951 y que tiene lugar el Lunes Santo a las 20 horas, pretende representar los cinco misterios dolorosos y el dolor de la Virgen, participando seis cofradías que efectúan un rezo del rosario. La cofradía acompaña desde 1958 al paso Camino del Calvario, representando el cuarto misterio y tomando el relevo de la Cofradía de la Sagrada Cena, que lo había alumbrado los primeros años.

#### Procesión del Encuentro
Esta procesión fue creada en 1947 para la tarde de Martes Santo con la finalidad de recrear el encuentro entre Cristo y su Madre en la calle de la Amargura, con la Virgen de las Angustias y el conjunto Camino del Calvario. Al igual que en la Procesión del Rosario del Dolor, la cofradía tomó el relevo de la de la Cena con dicho paso en 1958. Entre 1992 y 2003 salió en andas la figura de Cristo separada del conjunto y, entre 2003 y 2008 lo volvió a hacer completo en carroza de ruedas. Desde 2009, la cofradía acompaña a su imagen de Cristo camino del Calvario.
La cofradía sale de su sede a las 20:30 y, de camino hacia el encuentro, realiza un acto de oración frente al Sanatorio del Sagrado Corazón, acercando la Semana Santa a los enfermos. El acto del encuentro se produce aproximadamente a las 22 horas. A lo largo de su historia ha tenido varios escenarios, todos ellos estampas destacadas de Valladolid: inicialmente la Plaza Mayor, después la fachada de la Universidad, pasando en los años ochenta a la del Museo Nacional de Escultura y, en la actualidad, desde 1993, frente al Palacio de Santa Cruz. Una vez se encuentran las dos imágenes suena el Himno Nacional, para proceder después a la lectura de varios pasajes bíblicos y una meditación dirigida cada año por un sacerdote escogido por las cofradías participantes.

#### Procesión del Santísimo Cristo Despojado y Nuestra Señora de la Amargura
Procesión titular de la cofradía, que parte de su sede el Jueves Santo a las 20:30 horas para dirigirse con sendos pasos a hacer Estación de Penitencia ante el Santísimo en la Catedral, donde llega aproximadamente a las 22:50. En el recorrido de ida efectúa otro acto de oración frente al Sanatorio del Sagrado Corazón, entonando la Salve a Nuestra Señora de la Amargura.

#### Procesión General de la Sagrada Pasión del Redentor
En la tarde de Viernes alumbra los pasos Camino del Calvario, Preparativos para la crucifixión y el Santísimo Cristo Despojado.
El acompañamiento musical corre siempre a cargo de su Banda de Cornetas y Tambores. En su procesión titular, además, acompaña la Banda Sinfónica de Arroyo de la Encomienda cerrando el cortejo.

## Sede

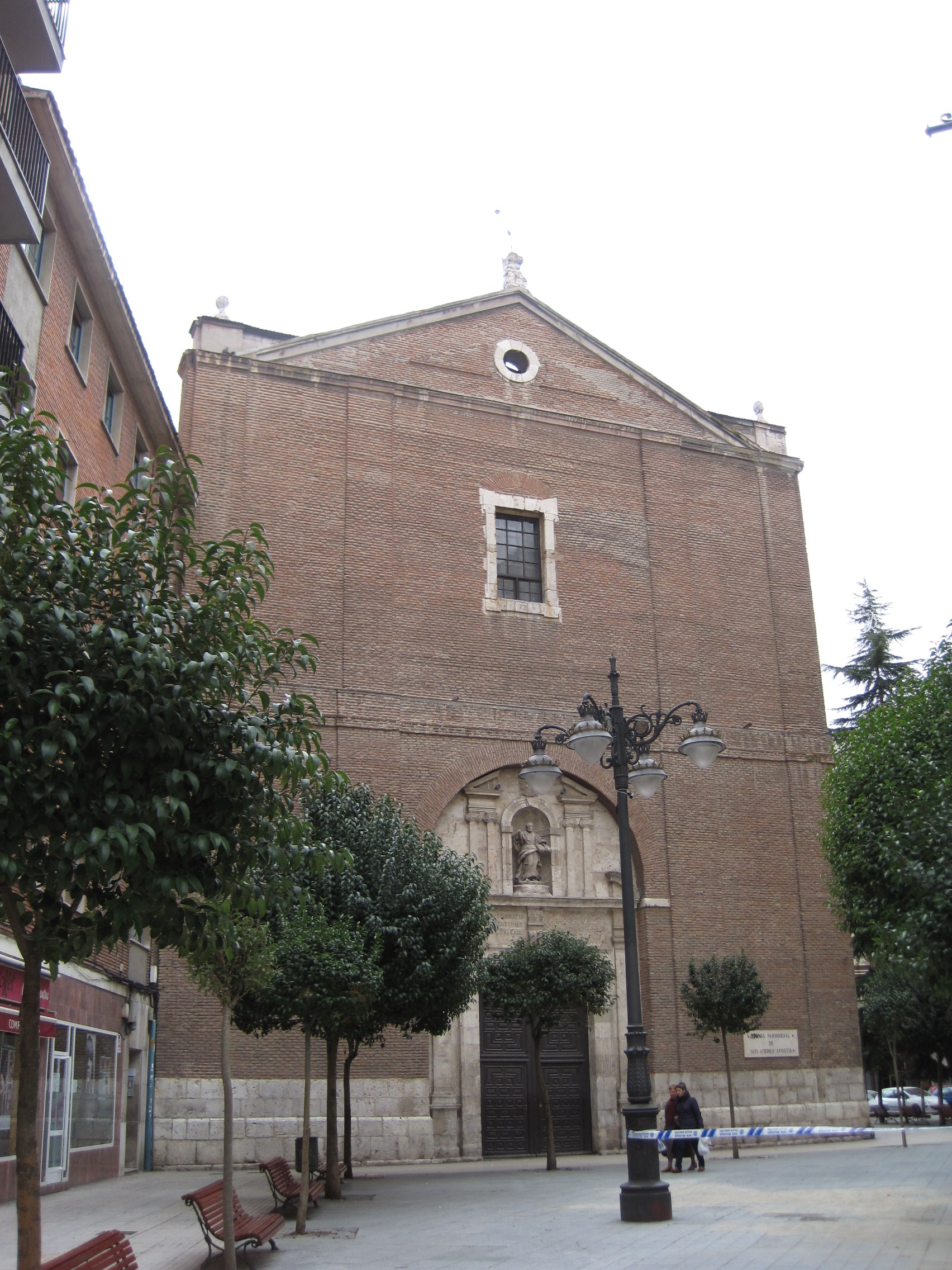
Vista de la fachada de la iglesia de San Andrés.

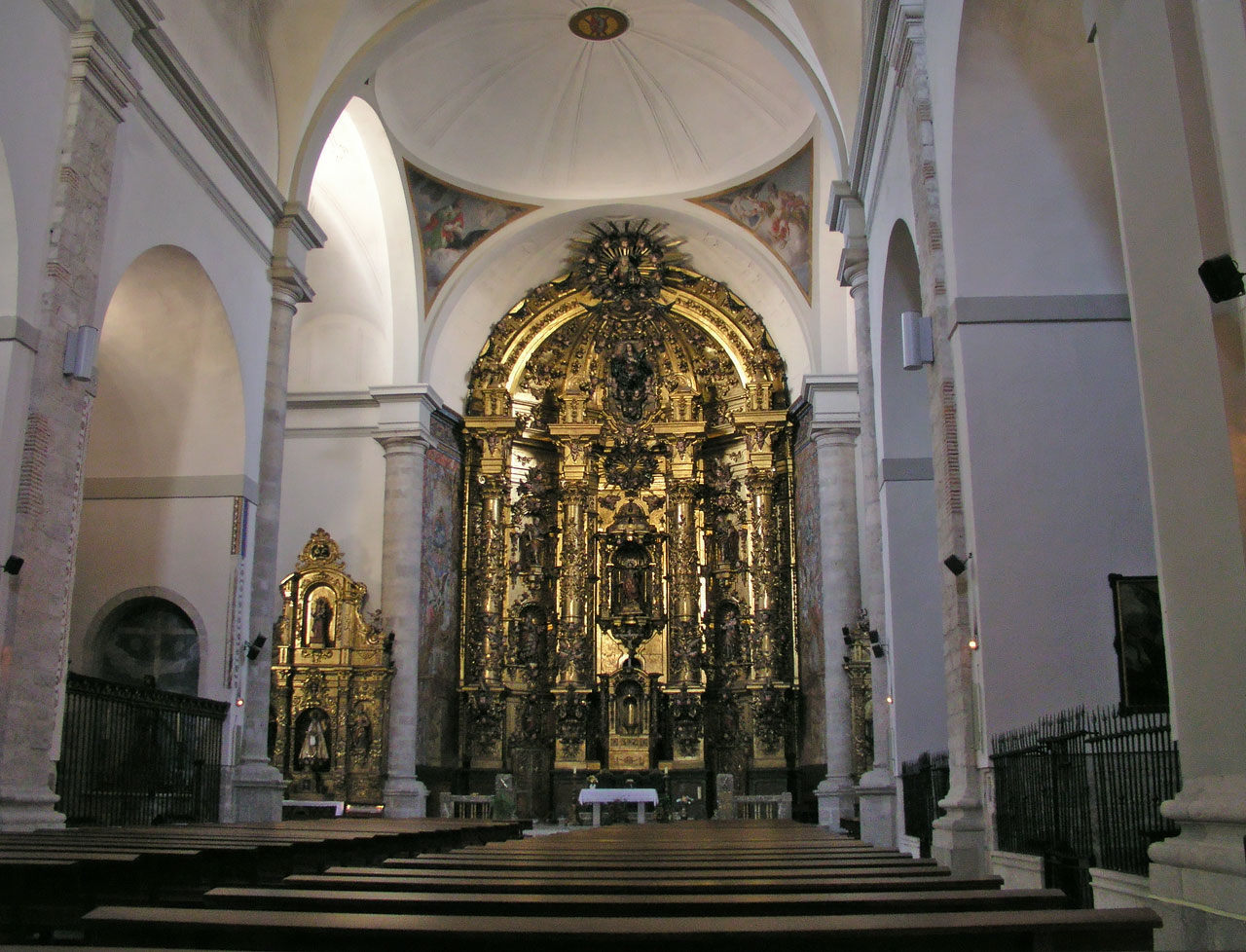
Vista general del retablo.

Sede de la cofradía desde 1961, se trata de una iglesia de gran tamaño situada en el centro de la ciudad. Su origen data del siglo XII como ermita dedicada a San Andrés, con un cementerio para los ajusticiados. En ella fue enterrado, tras ser ajusticiado en la Plaza Mayor, el condestable Álvaro de Luna.
Convertida en parroquia de un populoso barrio en 1482, el deterioro y su escasa capacidad para un barrio en expansión dio lugar a su reedificación en 1527, quedando formada por un crucero y dos capillas. Otra ampliación tuvo lugar a finales del siglo XVI bajo el mecenazgo del Obispo de Sigüenza Fray Mateo de Burgos, y después por el franciscano Fray Manuel de la Vega y Calvo, Comisario General de la Indias, bautizados ambos en esta parroquia. En 1772, se realizan nuevas obras de ampliación y se edifica la torre por el arquitecto Pedro González Ortiz. La iglesia pasó a contar con 
siete capillas, seis de ellas del mismo tamaño dispuestas lo largo de la nave de la iglesia, tres a cada lado, y una séptima, de mayor tamaño, de la familia de los Maldonado, en el lado del evangelio del crucero, que fue edificada en 1631 y que en la actualidad es capilla del Santísimo.
Destaca el retablo mayor por sus grandes dimensiones, uno de los más suntuosos de Valladolid. Es una obra barroca realizada por Juan de Correa y dorada por Gabriel Fernández. Junto al crucero existe un órgano barroco construido en 1784 por Esteban de San Juan y restaurado por Joaquín Lois.

## Banda
La banda de la cofradía fue fundada en el año 1945 y notablemente reforzada a partir de 1948, cuando se integraron en ella miembros procedentes de la Banda de la Escuela de Formación Profesional Obrera de la Fábrica Nacional, todos ellos miembros de la JOC. Fue la primera banda dependiente de una cofradía en Valladolid, pues hasta entonces los cortejos procesionales iban acompañados por bandas militares. Su ejemplo fue seguido poco después por otras cofradías.
Comenzaron a realizar los ensayos en el patio de la casa del Centro Principal de la JOC, en la calle de José María Lacort, pero estos habían de variarse durante la Cuaresma debido a la celebración de ejercicios espirituales en la cercana Basílica Nacional de la Gran Promesa. Al desaparecer este centro, hubieron de buscar otras ubicaciones, como la sala de banderas del antiguo Cuartel de Infantería de San Quintín, un local próximo a la iglesia de San Nicolás o el gimnasio del Colegio Nuestra Señora del Carmen. Desde 2013 cuenta con local propio de ensayo.
Tras seis décadas asentada en el estilo militar, en 2003 fue la primera banda de cornetas y tambores que abandonó en Valladolid este estilo para pasar al polifónico. Las cornetas militares afinadas en do-si bemol dieron paso a las cornetas de aficionación do-re natural y tambores redoblantes del tipo Gran Parada. En 2005 se añadieron trompetas, fliscornos y trombones.
En 2007 estrenaron la marcha titulada Despojado de Gloria, compuesta en honor de su imagen titular.
En 2010, en el concierto conmemorativo del 65º aniversario de su fundación, estrenaron su uniforme de gala, previsto para aquellas ocasiones en que la banda acompaña a otras cofradías o realiza conciertos.
La banda se encuentra hermanada con la de Cornetas y Tambores del Santísimo Cristo a la Columna, llamada El amarrado, de la ciudad de Ávila.

## Andas o portadores
La cofradía porta sus imágenes en andas, a excepción de los dos conjuntos del Museo Nacional de Escultura, que procesionan en carroza de ruedas por exigencias de éste.
No fue hasta el año  1992 en que se organizó en la cofradía un grupo de portadores para sacar en andas la imagen de Cristo Camino del Calvario el Martes Santo, en la Procesión del Encuentro. La Cofradía de las Angustias ya había hecho lo propio con la Virgen un año antes. En 1993 pasaría también a ser portado en andas el Cristo Despojado en su procesión titular.
En 2000 se ampliaron las cuadrillas, pasando de 16 a 24 porteadores y, en 2014, con la adquisición de unas nuevas andas para los Cristos titulares, pasaron a 32.

## Actos de la Cofradía
- Triduo en honor a Cristo Camino del Calvario. Tiene lugar los tres días posteriores al Miércoles de Ceniza. EL último día tiene lugar el besapié a la imagen.
- Presentación del paño de la Verónica. Cada año, la cofradía encarga a un pintor la realización del paño que la imagen de la Verónica del paso Camino del Calvario portará en Semana Santa. La presentación oficial tiene lugar el tercer día del triduo en honor a Cristo Camino del Calvario, pronunciándose una glosa a cargo de un pregonero escogido por la cofradía (Glosa Pregón sobre la Santa Faz) y finalizando con una intervención musical de la banda de la cofradía.
- Triduo en honor al Santísimo Cristo Despojado y Nuestra Señora de la Amargura. Tiene lugar el Jueves, Viernes de Dolores y Sábado de Pasión. El segundo día del triduo tiene lugar el besapié a Nuestra Señora de la Amargura, y, el tercero, al Santísimo Cristo Despojado.
- Celebración de los Siete Dolores de la Virgen. Tiene lugar el Viernes de Dolores.

Además, todos los viernes de Cuaresma tiene lugar un Vía Crucis por el interior del templo.
Fuera de la Semana Santa, la cofradía celebra la Misa de Difuntos, la Misa en honor a Nuestra Señora de la Amargura o la Misa de San Andrés el 30 de noviembre. Especial relevancia tiene el Octavario a la Inmaculada Concepción, patrona de la cofradía.

## Cofradías hermanas
- Cofradía de Nuestra Señora de las Angustias (Ávila)
- Cofradía de Jesús Nazareno y Patrocinio de San José (Sahagún, León)